# Ханс Бауер
Ханс Бауер (на немски: Hans Bauer) е германски журналист и писател на произведения в жанра биография, исторически роман и научнопопулярна литература за животните.

## Биография
Ханс Бауер е роден на 6 май 1894 г. в Алтенбург, Германия.
В периода 1916–1932 г. е журналист в „Schaubühne“ и „Weltbühne“. От 1921 до 1925 г. е издател и главен редактор на седмичника „Der Drache“ в Лайпциг. След 1925 г. сътрудничи на „Vorwärts“.
До 1933 г. работи като журналист, а когато в Германия на власт идва Хитлер, намира препитание като помощник в търговския магазин на баща си.
След края на Втората световна война Бауер е доцент във „Volkshochschule“, Лайпциг и редактор на „Leipziger Zeitung“.
През 1966/67 г. си кореспондира с Ерих Кестнер.
Писателската му дейност го представя като значим автор на разкази и монографии.
Ханс Бауер умира на 1 януари 1982 г. в Лайпциг.